# Pannonische Liga 2007/08
Die Saison 2007/08 war die dritte Spielzeit der Pannonischen Liga, einer supranationalen Eishockeyliga aus Südosteuropa. Meister wurde der KHL Mladost Zagreb.

## Modus
In der Hauptrunde absolvierte jede der sieben Mannschaften insgesamt zwölf Spiele. Der Erstplatzierte der Hauptrunde wurde Meister. Für einen Sieg nach regulärer Spielzeit erhielt jede Mannschaft drei Punkte, bei einem Sieg nach Overtime gab es zwei Punkte, bei einer Niederlage nach Overtime einen Punkt und bei einer Niederlage nach regulärer Spielzeit null Punkte.

## Hauptrunde

### Tabelle
|    | Klub                   | Sp | S | OTS | OTN | N  | T  | GT  | Punkte |
| -- | ---------------------- | -- | - | --- | --- | -- | -- | --- | ------ |
| 1. | KHL Mladost Zagreb     | 12 | 9 | 2   | 0   | 1  | 71 | 40  | 31     |
| 2. | HK Partizan Belgrad    | 12 | 8 | 1   | 0   | 3  | 58 | 35  | 26     |
| 3. | HK Novi Sad            | 12 | 6 | 1   | 1   | 4  | 50 | 38  | 21     |
| 4. | HK Vojvodina Novi Sad  | 12 | 5 | 0   | 3   | 4  | 44 | 38  | 18     |
| 5. | HK Roter Stern Belgrad | 12 | 3 | 2   | 0   | 7  | 39 | 53  | 13     |
| 6. | KHL Zagreb             | 12 | 3 | 1   | 0   | 8  | 34 | 69  | 11     |
| 7. | HK Beostar             | 12 | 1 | 0   | 3   | 30 | 55 | 108 | 6      |

Sp = Spiele, S = Siege, OTS = Siege nach Overtime, OTN = Niederlagen nach Overtime, N = Niederlagen